# Péter Schell
Péter Baron Schell von Bauschlott (* 5. September 1898 in Nagyida, Komitat Abaúj-Torna, Königreich Ungarn; † 2. März 1974 in Montclair (New Jersey), Vereinigte Staaten) war ein ungarischer Obergespan, Politiker und 1944 kurzzeitig Innenminister.

## Leben
Nach Jurastudium in Budapest besuchte Schell die Wirtschaftsakademie in Kassa. Ab 1920 bewirtschaftete er seine Güter in Nagyida, das durch den Vertrag von Trianon an die Tschechoslowakei fiel. Nachdem das Gebiet durch den Ersten Wiener Schiedsspruch zurück zu Ungarn gefallen war, wurde Schell Regierungskommissar des Gebiets und später Obergespan von Kassa (1939–1944) und des Komitats Abaúj-Torna (1943/44). Ab 25. September 1944 war Schell Staatssekretär im Innenministerium und wurde am 12. Oktober für vier Tage Innenminister im Kabinett von Géza Lakatos. Nach dem Putsch der Pfeilkreuzler am 16. Oktober wurde Schell von der Geheimen Staatspolizei verhaftet und von November 1944 bis Mai 1945 im KZ Buchenwald interniert. Nach seiner Befreiung emigrierte er über Italien 1947 in die USA.